# پالتسم
پالتسم (به آلمانی: Palzem) یک شهر در آلمان است که در تریر-زاربورگ واقع شده‌است. پالتسم ۱٬۳۱۵ نفر جمعیت دارد.